# De toreador (o, o, signorita)
De toreador (o, o, signorita) is een lied van de Nederlandse zanger Jacques Herb. Het werd in 1970 als de debuutsingle van de artiest uitgebracht en stond in 1972 op het titelloze debuutalbum van de zanger. In 2019 werd het door Opgeblazen in samenwerking met zanger Wilbert Pigmans succesvol gecoverd.

## Achtergrond
De toreador (o, o, signorita) is geschreven door Jacques Herb en Hans Sinius en geproduceerd door Pierre Kartner. Het is een smartlap die gaat over een torero, die terwijl hij in de stierenvechtarena staat niet kan stoppen met denken aan zijn "señorita". De torero overleeft de sessie in de arena, wat voor opluchting zorgt bij zijn geliefde. Met een Engelse versie van het lied deed Herb in 1970 mee aan een talentenjacht georganiseerd door de AVRO. Herb won deze show en werd de volgende dag door Kartner gebeld om te vragen of hij met hem een single wilde opnemen. Kartner had wel de eis dat het lied naar het Engels vertaald moest worden. Deze vertaling werd gedaan door Sinius. Op de B-kant van de single was het lied Daar op Mallorca te vinden, geschreven en geproduceerd door Kartner. Het lied betekende voor Herb de start van zijn carrière, waarin hij ook scoorde met de nummers Manuela en Een man mag niet huilen.

### Hitnoteringen (Herb)
De zanger had bescheiden succes met het lied in Nederland. Het piekte op de 31e plaats van de Top 40 en stond vijf weken in deze hitlijst.

## Versie van Opgeblazen met Wilbert Pigmans
In mei 2019 maakten de dj's van Opgeblazen in samenwerking met zanger Wilbert Pigmans een feestversie van het lied, welke in juni 2019 werd uitgebracht op single. De artiesten kwamen op het idee om het lied van Herb te bewerken nadat ze bij een optreden bij een voetbalvereniging het verzoek kregen om het originele nummer te draaien. Hierop werd de nieuwe versie gemaakt met de titel De toreador. Het lied werd in 2020 opgepakt door cafés en werd een van de grootste carnavalskrakers van 2020. 

### Hitnoteringen (Opgeblazen met Wilbert Pigmans)
De versie van Opgeblazen met Pigmans had nog meer succes dan het origineel. Hun versie piekte op de veertiende plaats van de Top 40 en stond vier weken in deze hitlijst. In de Single Top 100 was het nog succesvoller; hier kwam het tot de derde plaats. Het was in totaal twintig weken in lijst te vinden.